# Chlum (Hořický hřbet)
Chlum (450 m n. m.) je vrch v okrese Jičín Královéhradeckého kraje. Leží asi 1,5 km jjv. od obce Šárovcova Lhota na jejím katastrálním území, stejně jako na území Holovousy a Chlum u Hořic. Je to nejvyšší bod Hořického chlumu  a zároveň i celého Hořického hřbetu.

## Geomorfologické zařazení
Vrch náleží do celku Jičínská pahorkatina, podcelku Bělohradská pahorkatina, okrsku Hořický hřbet a podokrsku Hořický chlum.

## Přístup
Automobilem se dá nejblíže dopravit do vsi Chloumky, z níž vede pěší cesta na vrchol. Severním okolím vrcholu prochází červená turistická značka vedoucí po celé hřbetnici (Libín – Hořice). Ve východní části hřbetu se napojuje žlutá a zelená trasa.